# Frank Hunter
Francis "Frank" Townsend Hunter (28 de junio de 1894 - 2 de diciembre de 1981) fue un jugador de tenis estadounidense. Se destacó a finales de los años 20 logrando alcanzar tres finales de Grand Slam en individuales y cuatro títulos de Grand Slam en dobles. También logró una medalla de oro olímpica.

## Carrera
Nació en Nueva York en 1894. Fue una gran promesa desde adolescente pero nunca pudo llegar a superar a las grandes figuras de su época. Consiguió su título más importante en 1922 cuando se alzó con el US Indoor Championships, título que repitió en 1930.
Formó una dupla exitosa junto al también neoyorquino Vincent Richards, con quien alzó el título de dobles en Wimbledon en 1924. Luego formaría una excelente dupla junto al gran jugador estadounidense de los años 1920, Bill Tilden, con quien conquistaron Wimbledon y el US Championships en 1927. Juntos formaron la dupla estadounidense que jugó las finales de Copa Davis en 1927 y 1928. Hunter fue miembro del equipo estadounidense de Copa Davis entre 1927 y 1929.
En 1923 aprovechó la ausencia de Tilden y alcanzó la final de Wimbledon, donde perdió en tres sets ante el también estadounidense Bill Johnston. En 1928 estuvo a un paso de conquistar su primer Grand Slam cuando alcanzó la final del US Championships. Allí llevó a Henri Cochet a 5 sets pero terminó sucumbiendo ante la magia del tenista francés. Repitió final al año siguiente, esta vez ante Tilden, a quien también llevó a un quinto set pero no pudo con la potencia de su experimentado rival.
Su logro más importante fue quizás la medalla de oro en los Juegos Olímpicos de París 1924 conseguida en el dobles junto a Vincent Richards. Su juego se caracterizaba por golpes potentes de servicio y sobre todo de drive y por una fina volea, aunque solía ser muy errático.
En 1931 se convirtió al profesionalismo siendo una de las primeras figuras amateur en convertirse en profesional (antes lo habían hecho Vincent Richards y Bill Tilden). El periodista Ray Bowers consideró la pareja Hunter-Tilden como la mejor pareja de dobles profesional de 1931. En 1933 alcanzó la final de uno de los dos torneos profesionales más importantes del año: el US Pro, jugado en Rye, Nueva York, pero cayó derrotado ante Vincent Richards, en un torneo con ausencia de los grandes jugadores quienes se encontraban regresando de una gira por Europa.
Fue incorporado al Salón internacional de la fama del tenis en 1961.
Murió en Florida en 1981.

## Torneos de Grand Slam

### Finalista Individuales (3)
| Año  | Torneo           | Oponente en la final | Resultado           |
| 1923 | Wimbledon        | Bill Johnston        | 0-6 3-6 1-6         |
| 1928 | US Championships | Henri Cochet         | 6-4 4-6 6-3 5-7 3-6 |
| 1929 | US Championships | Bill Tilden          | 6-3 3-6 6-4 2-6 4-6 |

### Campeón Dobles (3)
| Año  | Torneo           | Pareja           | Oponentes en la final                   | Resultado            |
| 1924 | Wimbledon        | Vincent Richards | Richard Norris Williams Watson Washburn | 6-3 3-6 8-10 8-6 6-3 |
| 1927 | Wimbledon        | Bill Tilden      | Jacques Brugnon Henri Cochet            | 1-6 4-6 8-6 6-3 6-4  |
| 1927 | US Championships | Bill Tilden      | Bill Johnston Richard Norris Williams   | 10-8 6-3 6-3         |

### Campeón Dobles Mixto (2)
| Año  | Torneo    | Pareja            | Oponentes en la final          | Resultado |
| 1927 | Wimbledon | Elizabeth Ryan    | Kathleen McKane Leslie Godfree | 8-6 6-0   |
| 1929 | Wimbledon | Helen Wills Moody | Joan Fry Ian Collins           | 6-1 6-4   |